# UTM-01
UTM-01(Urban Transit Maglev-01)은 한국형 자기부상열차 모델을 개발하기 위한 시험용 차량으로, 1997년 한국기계연구원과 한국철도차량에서 제작하였으며 세계에서는 3번째로 개발된 도시형 자기부상열차이다. 부상 방식은 저속주형이 적합한 상전도 흡인식이며, 궤도에서 11mm 부상한다. 현재는 퇴역하여 국립중앙과학관 야외전시관에 보존되어 있다.-당연하게도- 내부 출입이 불가능하다.

## 현황
- 2량 1편성만이 제작되었으며, 1량만이 국립중앙과학관에서 전시되고 있다.